# Ана Кароліна
Ана Кароліна (нар. 9 вересня 1974, Жуїз-ді-Фора, Бразилія) — бразильська співачка.

## Особисте життя
У 2005 році Кароліна повідомила в журналі «Veja» що є бісексуальною.

## Дискографія
- 1999: Ana Carolina
- 2001: Ana Rita Joana Iracema e Carolina
- 2003: Estampado
- 2005: Perfil: Ana Carolina
- 2005: Ana & Jorge: Ao Vivo
- 2006: Dois Quartos
- 2008: Multishow Ao Vivo: Ana Carolina — Dois Quartos
- 2009: N9ve
- 2011: Ensaio de Cores
- 2013: #AC.